# Cuscuta azteca
Cuscuta azteca är en vindeväxtart som beskrevs av Costea och Stefanovic. Cuscuta azteca ingår i släktet snärjor, och familjen vindeväxter. Inga underarter finns listade i Catalogue of Life.